# O Tempo e o Modo
O Tempo e o Modo foi uma revista portuguesa cuja primeira publicação data de  Janeiro de 1963.
Tratava-se de uma revista que marcou a sociedade portuguesa pela abertura de novos horizontes políticos, culturais, literários e artísticos. Como se podia ler na capa da revista, foi Uma revista de pensamento e acção.
Teve como fundadores, uma geração de não conformistas provenientes de diversos movimentos católicos como o jornal Encontro e da Juventude Universitária Católica (JUC). Desses fundadores, podemos destacar António Alçada Baptista, João Bénard da Costa, Pedro Tamen, Nuno de Bragança, Alberto Vaz da Silva e Mário Murteira, sendo que, a estes se vieram juntar mais tarde, outros inconformados dispostos a intervir para alterar a sociedade/regime como por exemplo Mário Soares, Francisco Salgado Zenha, Francisco Lino Neto, Adérito Sedas Nunes, Jorge Sampaio, Manuel de Lucena, Manuel dos Santos Loureiro, Mário Sottomayor Cardia, Helena Vaz da Silva, Vasco Pulido Valente, João Cravinho, etc.
A revista teve como primeiro director António Alçada Baptista e como chefe de redacção João Bénard da Costa